# The Bat Whispers
Pour plus de détails, voir Fiche technique et Distribution.
The Bat Whispers est un film américain réalisé par Roland West, sorti en 1930. C'est un remake du film The Bat du même réalisateur, lui-même inspiré de la pièce The Bat, écrite par Avery Hopwood et Mary Roberts Rinehart.
Le film constitue l'une des sources d'inspiration du dessinateur Bob Kane pour le personnage de Batman,.

## Synopsis
Un mystérieux criminel nommé le Bat échappe constamment à la police.
Dans la campagne proche de la ville d'Oakdale, les nouvelles du cambriolage de la banque ont rendu Lizzie, servante de Madame Van Gordner, très nerveuse. Madame Van Gordner loue la maison du Président de la banque d'Oakdale, Mr. Fleming, qui est actuellement en Europe. Le principal suspect du vol, un caissier, a disparu. La nièce de Madame Van Gordner, Dale, arrive dans la maison, suivie du jardinier Brook tout juste engagé par sa tante. Le Dr Venrees se présente pour annoncer l'arrivée de Mr. Fleming à la suite du cambriolage.
De mystérieux bruits dans la maison se font entendre, et les lumières s'allument et s'éteignent sans raison. Une pierre est jetée par la fenêtre avec une note menaçante : si les occupants de la maison ne partent pas, ils en paieront les conséquences. Dale et le jardinier Brook cherchent alors une pièce secrète. Ils sont persuadés que l'argent dérobé a été caché à l'intérieur de la demeure. Un jeu de cache-cache avec un voleur-assassin s'engage...

## Fiche technique
- Titre : The Bat Whispers
- Réalisation : Roland West
- Scénario : Roland West d'après la pièce de théâtre de Avery Hopwood et Mary Roberts Rinehart
- Producteur : Joseph M. Schenck
- Sociétés de production : Joseph M. Schenck Productions, Art Cinema Corporation
- Société de distribution : United Artists
- Pays de production :  États-Unis
- Langue : anglais
- Genre : thriller
- Durée : 83 minutes
- Date de sortie :
  - États-Unis : 13 novembre 1930

## Distribution
- Chester Morris, Détective Anderson
- Chance Ward, Lieutenant de police
- Una Merkel, Dale Van Gorder
- Richard Tucker, Mr Bell
- Wilson Benge, le majordome
- Maude Eburne, Lizzie Allen
- William Bakewell, Brook
- DeWitt Jennings, le capitaine de police
- Sidney D'Albrook, le sergent de police
- S.E. Jennings, Man In Black Mask
- Grayce Hampton, Cornelia Van Gorder
- Spencer Charters, le concierge
- Gustav von Seyffertitz, Dr Venrees
- Hugh Huntley, Richard Fleming
- Charles Dow Clark, le détective Jones
- Ben Bard, l'inconnu